# Łagiewniki (gromada w powiecie dzierżoniowskim)
Łagiewniki – dawna gromada, czyli najmniejsza jednostka podziału terytorialnego Polskiej Rzeczypospolitej Ludowej w latach 1954–1972.
Gromady, z gromadzkimi radami narodowymi (GRN) jako organami władzy najniższego stopnia na wsi, funkcjonowały od reformy reorganizującej administrację wiejską przeprowadzonej jesienią 1954 do momentu ich zniesienia z dniem 1 stycznia 1973, tym samym wypierając organizację gminną w latach 1954–1972.
Gromadę Łagiewniki z siedzibą GRN w Łagiewnikach utworzono – jako jedną z 8759 gromad na obszarze Polski – w powiecie dzierżoniowskim w woj. wrocławskim, na mocy uchwały nr 12/54 WRN we Wrocławiu z dnia 2 października 1954. W skład jednostki weszły obszary dotychczasowych gromad: Łagiewniki ze zniesionej gminy Łagiewniki i Radzików ze zniesionej gminy Jordanów (Śląski) w tymże powiecie. Dla gromady ustalono 15 członków gromadzkiej rady narodowej.
1 stycznia 1960 z gromady Łagiewniki wyłączono wsie Radzików, Solniki i Trzebnik, włączając je do gromady Jordanów (Śląski) w tymże powiecie; do gromady Łagiewniki włączono natomiast obszary zniesionych gromad Sieniawka i Sienice (bez wsi Chwalęcin) oraz wieś Przystronie ze zniesionej gromady Wilków Wielki tamże.
Gromada przetrwała do końca 1972 roku, czyli do kolejnej reformy gminnej. 1 stycznia 1973 w powiecie dzierżoniowskim reaktywowano gminę Łagiewniki.